# Lajos Portisch
Lajos Portisch est un joueur d'échecs hongrois né le 4 avril 1937 à Zalaegerszeg (Hongrie) qui fut un des plus forts grands maîtres non soviétiques des années 1960, 1970 et 1980.
Il a participé à dix matchs des candidats au championnat du monde de 1965 à 1989 et a remporté quatre fois le tournoi de Bewerjik-Wijk aan Zee (en 1965, 1972, 1975 et 1978) et neuf fois le championnat de Hongrie de 1958 à 1981.

## Champion de Hongrie

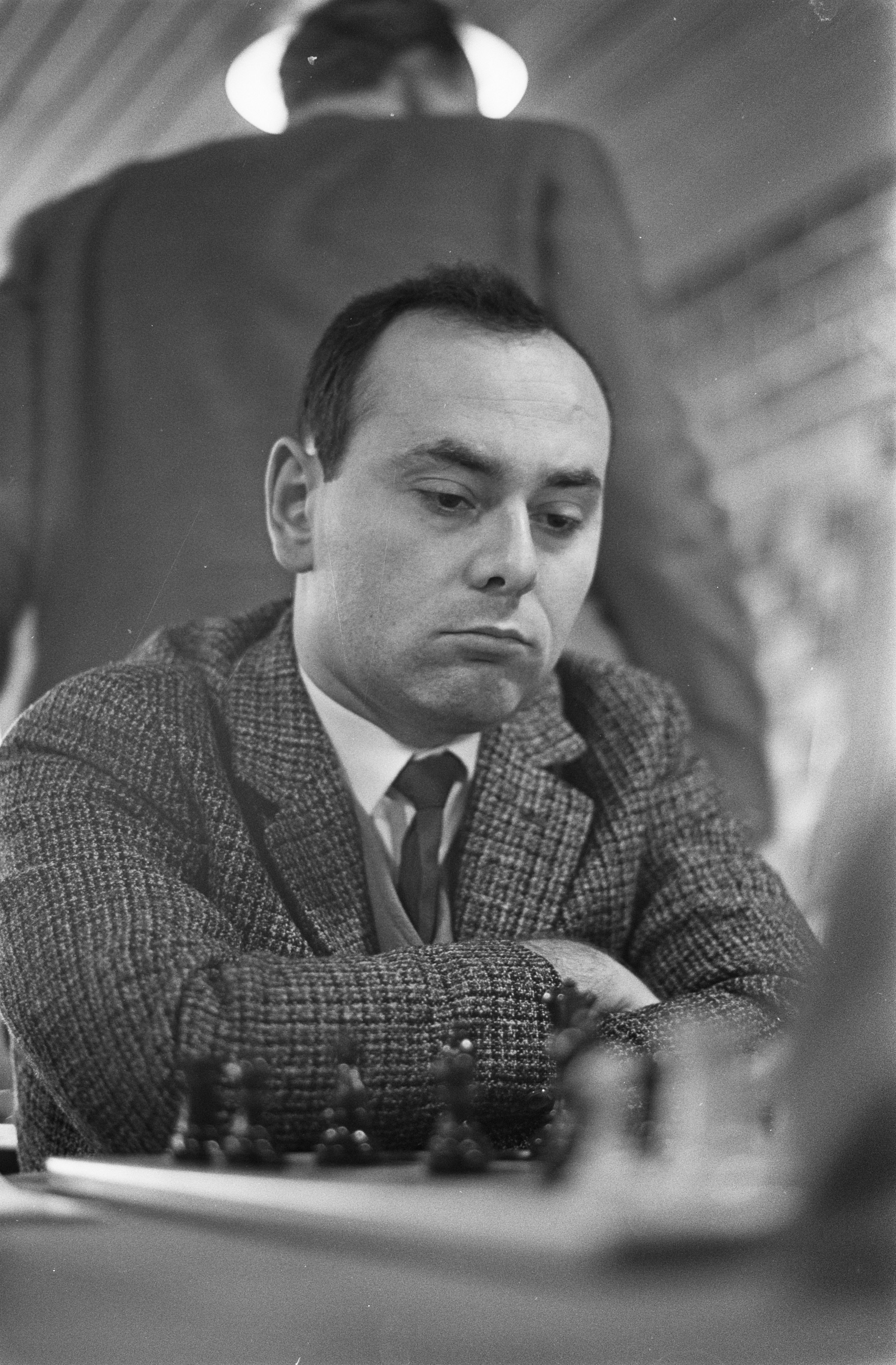
Portisch en 1968

Lajos Portisch attira l'attention des observateurs lorsqu'en 1952, à 15 ans, il se qualifia pour la demi-finale du championnat de Hongrie. En 1955, il finit quatrième du championnat du monde junior à Anvers remporté par Boris Spassky. La même année il remporta la demi-finale du championnat de Hongrie puis termina dixième-onzième de la finale. En 1957, il finit cinquième-sixième du championnat national, puis, l'année suivante, champion de Hongrie en février 1958.
En décembre 1958, après avoir remporté le championnat de Hongrie pour la deuxième fois consécutive après un départage contre Gedeon Barcza et László Szabó, il obtint le titre de maître international. L'année suivante, premier, ex æquo avec les deux mêmes joueurs, il perdit le départage. Dans sa carrière, il termina neuf fois premier du championnat de Hongrie : en février 1958, décembre 1958 (vainqueur du départage), 1961 (vainqueur du départage), 1962, 1964, décembre 1965, 1971, 1975 et 1981 (ex æquo avec Győző Forintos, champion grâce à un meilleur départage). Il termina deuxième en 1968 (derrière Forintos), en 1984 (après András Adorján) et en 2003 (derrière Zoltán Almási). Il finit troisième du championnat en 1959 après départage.
Portisch reçut le titre de grand maître international en 1961.

## Victoires en tournoi
En 1956, Portisch termina premier, ex æquo avec Pal Benko, du mémorial Alekhine disputé à Budapest.
En 1958, il remporta le premier mémorial Lajos Asztalos à Balatonfüred, devant Tolouch et Szabó.
En 1959, il termina deuxième du tournoi de Hastings 1958-1959 (victoire de Uhlmann), puis quatrième ex æquo du mémorial Tchigorine à Moscou remporté par Bronstein, Smyslov et Spassky et troisième ex æquo du deuxième mémorial Asztalos à Balatonfüred en 1959 (victoire de Kholmov devant Uhlmann).

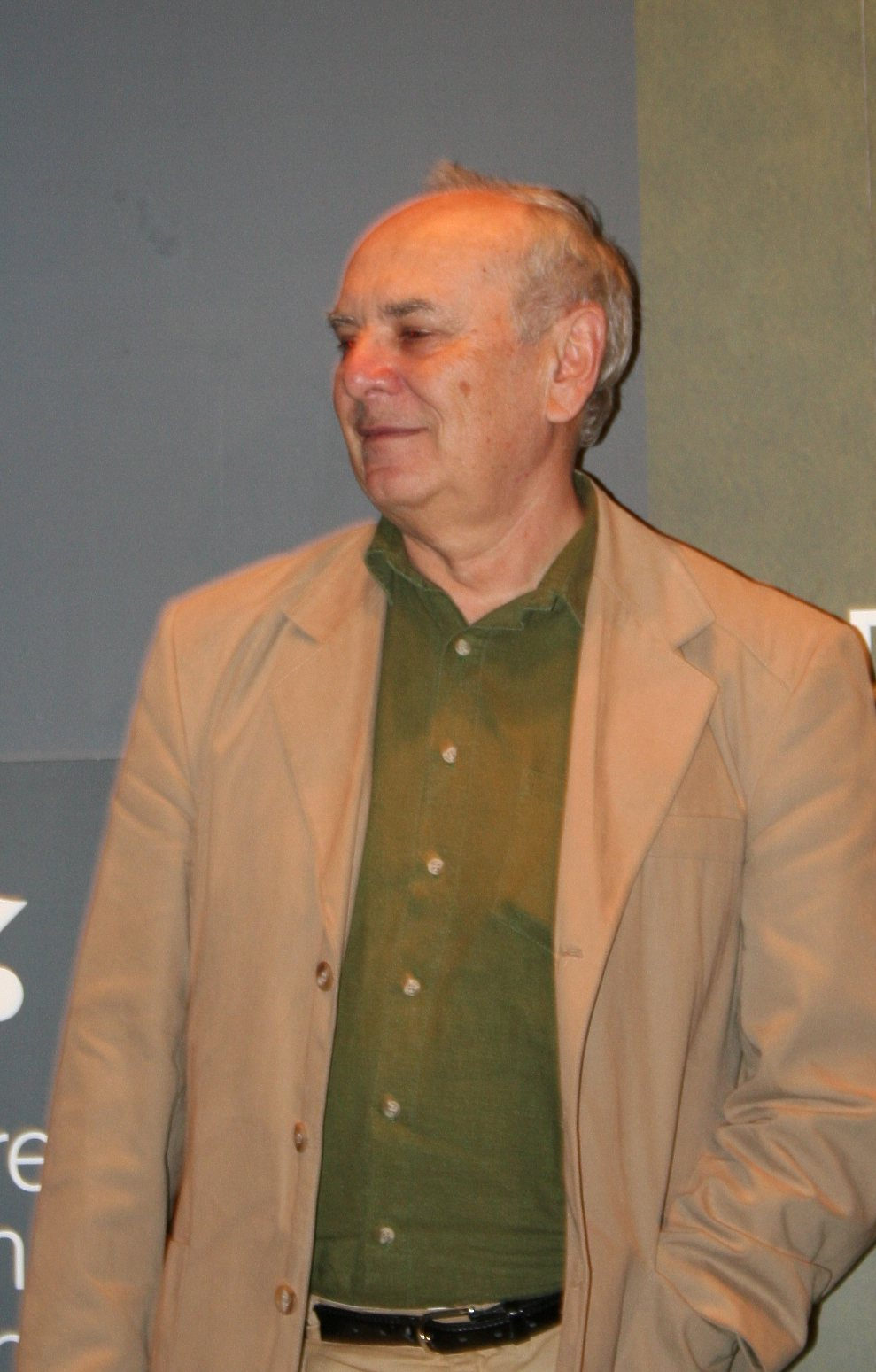
Lajos Portisch en 2005.

En 1960 : il remporta le tournoi zonal de Madrid et du tournoi de San Benedetto del Tronto. En 1961, il finit quatrième ex æquo du mémorial Maroczy à Budapest (victoire de Kortchnoï) et cinquième ex æquo du tournoi de Moscou (victoire de Smyslov et Vassioukov).
- 1962 et 1963 : vainqueur du tournoi de Sarajevo.
- 1963 : vainqueur du tournoi zonal de Halle et du tournoi IBM d'Amsterdam.

En 1964, Portisch termina cinquième du mémorial Capablanca à La Havane.
- 1965 : covainqueur du tournoi de Beverwijk (avec Efim Geller).
- 1966 : covainqueur du tournoi de Kecskemét.
- 1967 : vainqueur du tournoi zonal de Halle et du tournoi IBM d'Amsterdam.
- 1968 : vainqueur du tournoi de Skopje (devant Geller, Polougaïevski et Gligorić).
- 1969 : vainqueur des tournois d'Amsterdam (tournoi IBM) et de Monte-Carlo (ex æquo avec Smyslov).
- 1968-69 et 1969-1970 : vainqueur du tournoi de Hastings.
- 1970-1971 : vainqueur du tournoi d'Adélaïde.
- 1972 : vainqueur des tournois de Wijk aan Zee, de Las Palmas et San Antonio (ex æquo avec Petrossian et Karpov).
- 1973 : vainqueur du tournoi de Portorož-Ljubljana (mémorial Milan Vidmar) et du tournoi de départage pour la troisième place de l'interzonal.
- 1975 : vainqueur du tournoi de Wijk aan Zee et du tournoi préliminaire de Milan (battu dans la finale à quatre par Anatoli Karpov).
- 1978 : vainqueur des tournois de Wijk aan Zee et de Tilbourg.
- 1979 : covainqueur du tournoi interzonal de Rio de Janeiro.
- 1982 : covainqueur du tournoi interzonal de Toluca.

En 1980 et 1983, Portisch termina deuxième du tournoi de Tilbourg remporté à chaque fois par Karpov.
- 1984-1985 : vainqueur du tournoi de Reggio d'Émilie.
- 1985 : vainqueur du tournoi de Portorož-Ljubljana (mémorial Milan Vidmar).
- 1986 : vainqueur du tournoi de Sarajevo.
- 1999 : covainqueur du mémorial Petrossian à Moscou (avec Borislav Ivkov).

## Tournois zonaux et interzonaux, tournois et matchs des candidats
Lajos Portisch a participé à tous les tournois interzonaux de 1962 à 1993.

### 1962-1974: quart-de-finaliste du tournoi des candidats
- 1960 : covainqueur du tournoi zonal de Madrid (ex æquo avec Arturo Pomar, devant Gligoric et Donner) avec 10,5 points sur 15 (+6 =9)
  - 1962 : 9e-10e du tournoi interzonal de Stockholm (+8 -5 =9).
- 1963 : vainqueur du tournoi zonal de Halle avec 14 points sur 19 (+9 =10), devant Larsen, Ivkov, Robatsch et Uhlmann.
  - 1964 : 8e-9e du tournoi interzonal d'Amsterdam (+10 -4 =9).
  - Qualifié après le match de départage contre Samuel Reshevsky (+2 =1).
  - En 1965, Portisch fut battu par Mikhaïl Tal (+1 -4 =3) en quart de finale des candidats.
- 1967 : vainqueur du tournoi zonal de Halle avec 15,5 points sur 19 (+12 =7), devant Hort, Uhlmann et Matulovic.
  - 5e du tournoi interzonal de Sousse 1967 (+8 -2 =11).
  - En 1968, lors du quart de finale des candidats, Portisch fut battu par Bent Larsen (+2 -3 =5).
- 1969 : 2e-5e du tournoi zonal de Raach am Hochgebirge, ex æquo avec Ivkov, Andersson et Smejkal, derrière Uhlmann
  - 1970 : 7e-8e du tournoi interzonal de Palma de Majorque (+7 -3 =13).
- 1973-1974 : 2e-4e du tournoi interzonal de Petropolis (+7 -1 =9),
  - vainqueur du tournoi de départage à quatre tours : 5,5 sur 8, devant Lev Polougaïevski (+2 =2) et Efim Geller (+1 =3).
  - En 1974, lors du quart de finale du tournoi des candidats, Portisch fut battu (+2 -3 =8) par Tigran Petrossian qui n'avait jamais gagné une partie contre Portisch pendant les treize années précédentes.

### 1976-1980: demi-finaliste des candidats

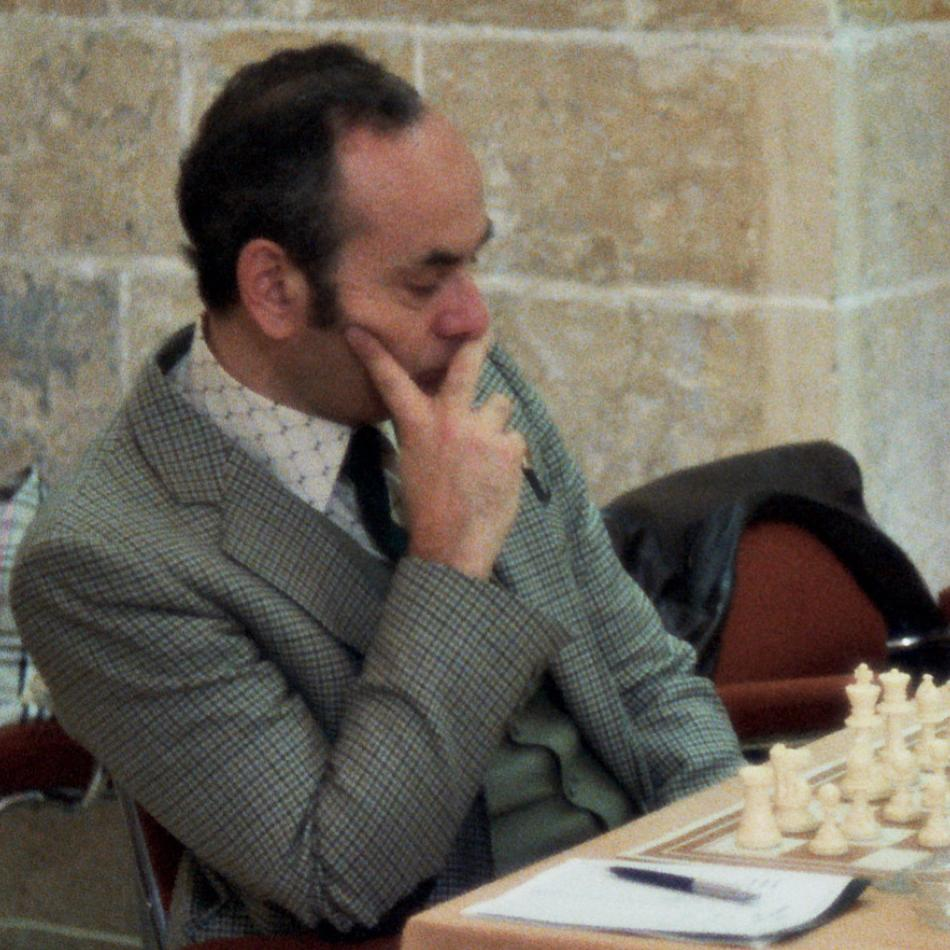
Portisch à l'olympiade de Malte en 1980.

- 1976-1977 : 2e-4e du tournoi interzonal de Bienne (+9 -4 =6), ex æquo avec Tigran Petrossian et  Mikhail Tal.
  - Qualifié après un tournoi de départage à quatre tours, 4 points sur 8 (+1 –1 =6) : +0 –1 =3 contre Petrossian et +1 –0 =3 contre Tal.
  - En 1977, Portisch fut éliminé en demi-finale des matchs des candidats par Boris Spassky (+2 -4 =9), après avoir battu Bent Larsen (+5 -2 =3) en quart de finale.
- 1979-1980 : covainqueur du tournoi interzonal de Rio de Janeiro (+9 -3 =5) avec Tigran Petrossian et Robert Hübner.
  - Quart de finale des matchs des candidats : match nul contre Boris Spassky (+1 -1 =12). Après cette égalité, Portisch fut qualifié car il avait remporté sa victoire avec les Noirs.
  - Défaite en demi-finale contre Robert Hübner (+0 -2 =9).

### 1982-1989: quart-de-finaliste des candidats
- 1982-1983 : covainqueur du tournoi interzonal de Toluca 1982 (+6 -2 =5) avec Eugenio Torre.
  - En 1983, lors du quart de finale : défaite contre Viktor Kortchnoï (+1 -4 =4),
- 1985 : 3e du tournoi interzonal de Tunis (+5 -1 =10),
  - 10e-12e du tournoi des candidats de Montpellier (+3 -4 =8),
- 1987-1989 : 3e-4e du tournoi interzonal de Szirak 1987 (+8 -1 =8). Qualifié après le match de départage contre John Nunn (+2 =4).
  - En 1988-1989, quart-de-finaliste après une victoire sur Rafael Vaganian en 1988 (+1 =5) et une défaite contre Jan Timman (+1 -2 =3) en 1989.

### 1990-1993: derniers tournois interzonaux
En 1990, lors de l'interzonal de Manille, qui était un système suisse, Portisch ne marqua que 5,5 points sur 13 et fut éliminé.
En 1993, lors du dernier interzonal organisé par la Fédération internationale des échecs, à Bienne, à nouveau un système suisse, il marqua 7,5 points sur 13 et ne participa pas au tournoi des candidats.

## Compétitions par équipes

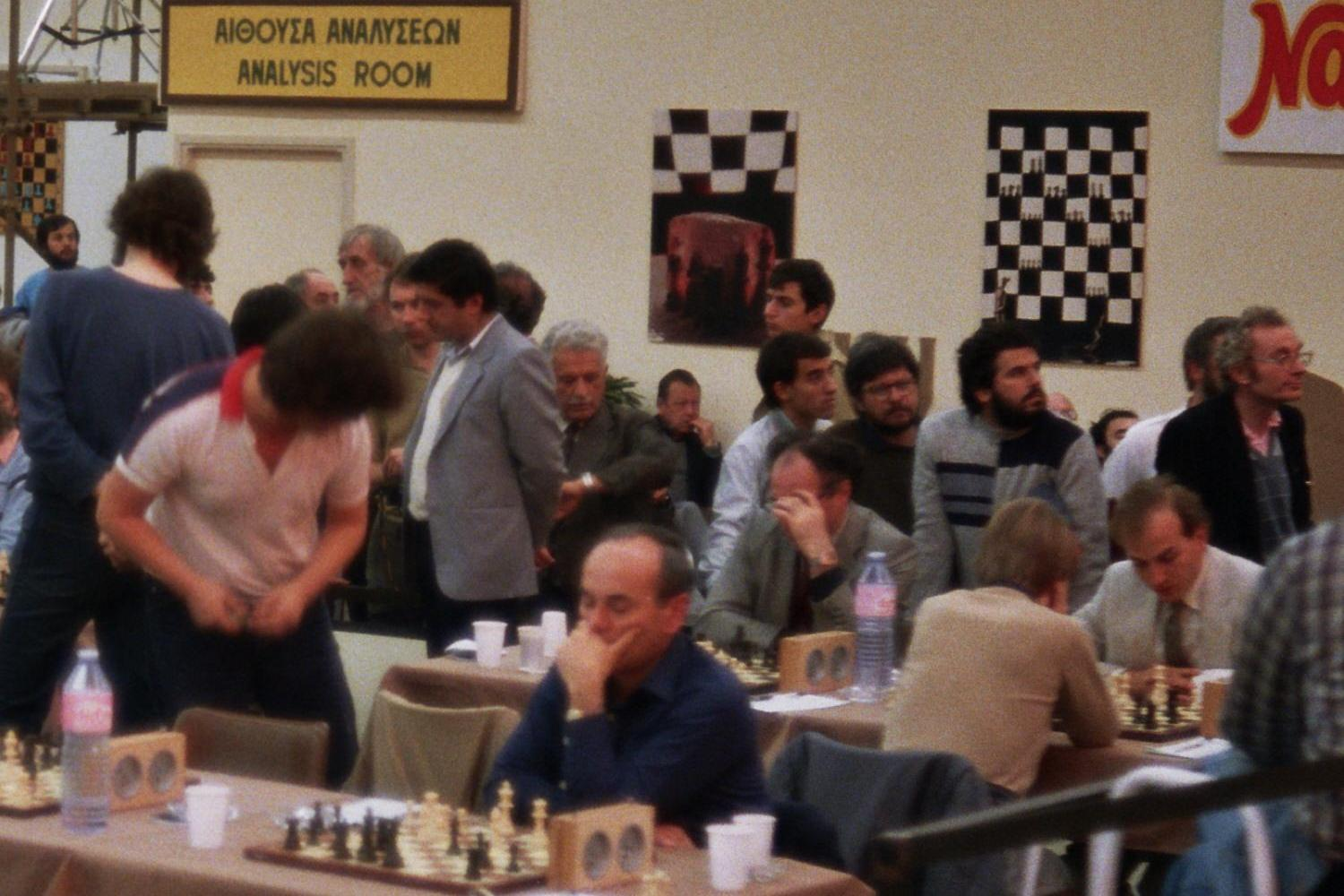
Lajos Portisch (au premier plan) lors de l'olympiade de Thessalonique en 1984.

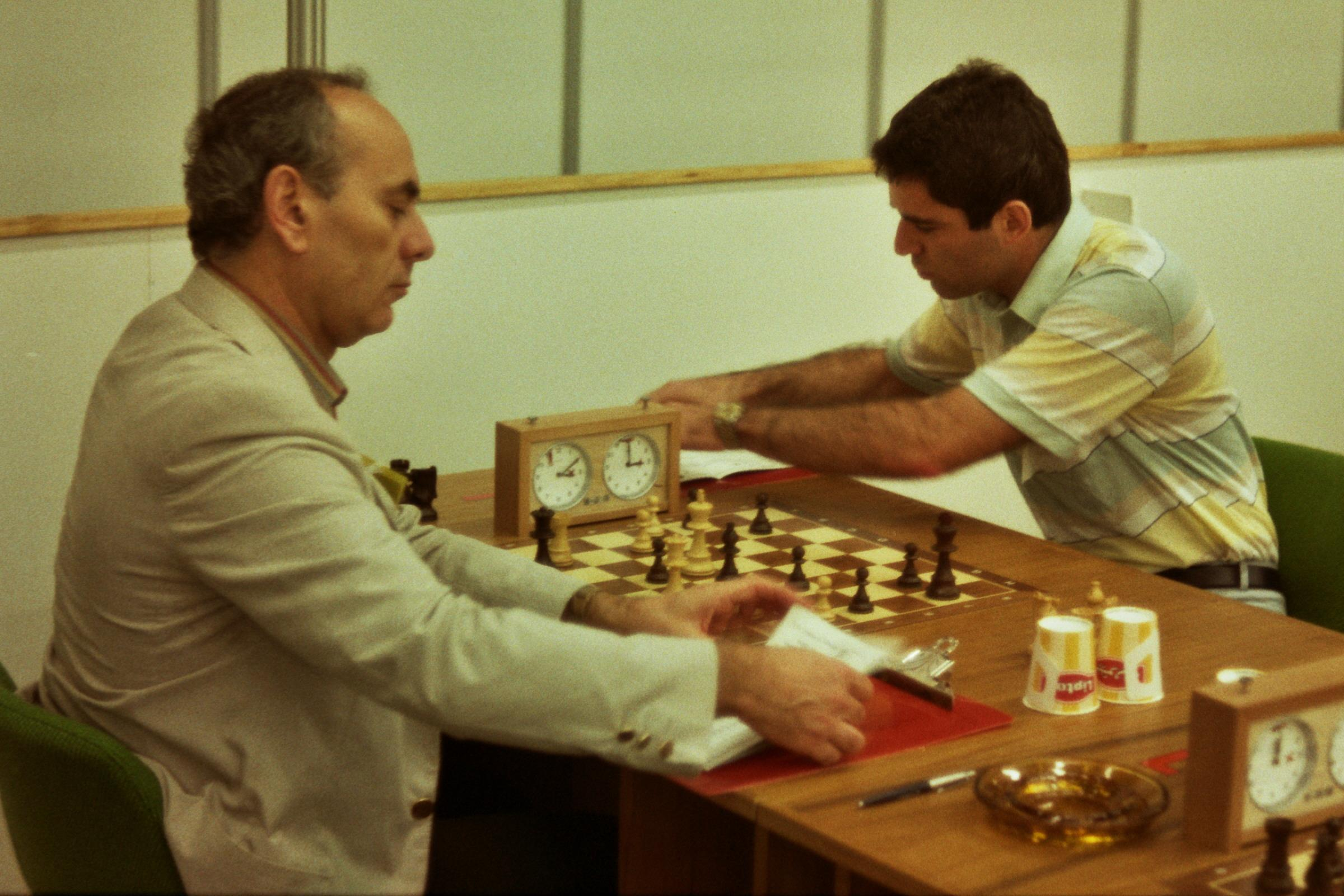
Portisch face à Kasparov lors de l'olympiade de Dubaï en 1986.

### Matchs URSS contre Reste du Monde (1970 et 1988)
Lors du match URSS - Reste du monde disputé à Belgrade en 1970, Portisch fut opposé au 3e échiquier à Viktor Kortchnoï qu'il battit +1 =3.
Lajos Portisch refusa de participer au match revanche de Londres en 1984 : il n'acceptait pas d'avoir été placé au septième échiquier de l'équipe du Reste du monde alors qu'il venait de participer au tournoi des candidats de 1983. En 1988, il fut sélectionné pour le match de bienfaisance de Madrid où il marqua 4,5 points sur 8 (+2 -1 =5).

### Olympiades (1956 à 2000)
Au cours de sa longue carrière, Portisch représenta la Hongrie à vingt reprises aux olympiades d'échecs, ce qui constituait un record, battu en 2012 par Eugenio Torre. Portisch détient encore deux autres records, celui du nombre de parties jouées (260) et de parties remportées (121) aux olympiades. Avec son équipe, il remporta la médaille d'or en 1978, la médaille d'argent en 1970, 1972, 1980 et la médaille de bronze en 1956 et 1966.
| - 1956 - Moscou : 2e remplaçant (+4 =4), médaille de bronze par équipe - 1958 - Munich : 3e échiquier (+7 -1 =7) - 1960 - Leipzig : 2e échiquier (+7 -2 =8) De 1962 à 1988, Portisch joua au premier échiquier. - 1962 - Varna : (+6 -3 =7) - 1964 - Tel-Aviv : (+9 -1 =6) - Médaille de bronze au premier échiquier - 1966 - La Havane : (+8 -1 =7), médaille de bronze par équipe - 1968 - Lugano : (+8 -1 =6) - 1970 - Siegen : (+7 -1 =8), médaille d'argent par équipe - 1972 - Skopje : (+8 -1 =8), médaille d'argent par équipe - 1974 - Nice : (+6 -2 =8) L'olympiade de 1976, à Haïfa, fut boycottée par les équipes du bloc de l'Est. | - 1978 - Buenos Aires : (+8 -2 =4), médaille d'or par équipe - 1980 - La Valette : (+6 =7), médaille d'argent par équipe - 1982 - Lucerne : (+6 -3 =3) - 1984 - Thessalonique : (+5 -2 =5) - 1986 - Dubaï : (+4 -2 =4) - 1988 - Thessalonique : (+6 =5) - Médaille d'argent au premier échiquier De 1992 à 1996, Portisch joua au deuxième échiquier. - 1992 - Manille : (+3 -3 =3) - 1994 - Moscou : (+5 =4) - Médaille d'argent - 1996 - Erevan : (+4 -2 =3) Lors de sa dernière participation à une olympiade, Portisch joua au quatrième échiquier. - 2000 - Istanbul : (+4 -1 =4) |

### Autres compétitions par équipes
Olympiades universitaires (1956-1959)
Dans sa jeunesse, Portisch participa à quatre éditions de cette épreuve. La Hongrie remporta la médaille d'argent en 1956 et celle de bronze en 1959.
- 1956 - Uppsala: 2e échiquier (+2 -2 =2)
- 1957 - Reykjavik: 2e échiquier (+5 -4 =2)
- 1958 - Varna: 1er échiquier (+3 -2 =4)
- 1959 - Budapest: 1er échiquier (+9 =3) - Médaille d'or

Championnat du monde par équipes (1985)
Il joua lors de la première édition de cette compétition, en 1985, à Lucerne, au premier échiquier (+2 =7). La Hongrie y obtint la médaille d'argent.

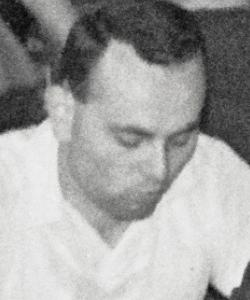
Portisch à Oberhausen en 1961

De même, Portisch joua huit fois pour la Hongrie au
Championnat d'Europe par équipes (1961-1992)
La Hongrie remporta la médaille d'argent en 1970, 1977 et 1980 et la médaille de bronze en 1961, 1965, 1973 et 1983.
En 1961 à Oberhausen, il joua au 2e échiquier (+4 -1 =5) où il obtint la médaille d'or.
Par la suite, il joua toujours au premier échiquier :
- 1965 - Hambourg - (+1 =8)
- 1970 - Kapfenberg - (+1 =6)
- 1973 - Bath - (+2 =3)
- 1977 - Moscou - (+3 -1 =3)
- 1980 - Skara - (+1 =5)
- 1983 - Plovdiv - (+3 -1 =3) - Médaille d'or
- 1992 - Debrecen - (+1 -1 =6)

## Deux parties
Le jeu de Portisch est caractérisé par une profonde connaissance des débuts et un style purement positionnel. Dans les années 1970, il était considéré comme « l'encyclopédie vivante des ouvertures ».
Au cours du très fort Tournoi du Cinquantenaire de la Révolution d'Octobre, il battit le vice-champion du monde et le champion du monde.
Lajos Portisch - Boris Spassky, Moscou, 1967
1.d4 Cf6 2.c4 e6 3.Cc3 Fb4 4.e3 b6 5.Ce2 Fa6 6.Cg3 0-0 7.e4 Cc6 8.Fd3 d5 9.cxd5 Fxd3 10.Dxd3 exd5 11.e5 Ce4 12.a3 Fxc3+ 13.bxc3 f5 14.Ce2 Ca5 15.h4 Cb3 16.Tb1 Cxc1 17.Txc1 f4 18.Df3 De7 19.c4 c6 20.cxd5 cxd5 21.Cxf4 Dd7 22.g3 Db5 23.De2 Da5+ 24.Rf1 Dxa3 25.Rg2 Tf7 26.Tc2 Taf8 27.Thc1 h6 28.Dg4 Da4 29.e6 Txf4 30.gxf4 Dxd4 31.Td1 Df6 32.Tc7 Cc5 33.f5 De5 34.Txa7 h5 35.Dg6 d4 36.Te1 Df6 37.Dxf6 gxf6 38.Rf3 d3 39.Tg1+ Rh8 40.Tgg7  1 - 0
Lajos Portisch - Tigran Petrossian, Moscou, 1967
1.d4 d5 2.c4 c6 3.cxd5 cxd5 4.Cc3 Cf6 5.Cf3 Cc6 6.Ff4 e6 7.e3 Fd6 8.Fg3 0-0 9.Fd3 Te8 10.Ce5 Fxe5 11.dxe5 Ce7 12.f4 Db6 13.0-0 Dxe3+ 14.Rh1 Db6 15.Dh5 Cf8 16.Tf3 Cg6 17.Ff2 Dd8 18.Cb5 Cce7 19.Ce6 Fd7 20.Fh4 Db6 21.Th3 h6 22.Ff6 Dxb2 23.Tf1 Cf5 24.Fxf5 1 - 0